# 鈴木千登世
鈴木 千登世（すずき ちとせ、1983年3月9日- ）は、日本のタレント。

## 人物・来歴
- 神奈川県出身。
- 元松竹芸能所属。
- 身長160cm。B82・W61・H80。
- 血液型はA型。
- 芸能人女子フットサルチーム「蹴竹G」に所属していたが、2007年夏の「SPHERE LEAGUE すかいらーくグループCUP in ザ・冒険王2007」をもって退団。
- 過去に「Paradise18GO!!」というコンビを組んでいて、その当時の相方である横溝美友紀は「あんじ」というコンビを経て、中村摂とのお笑いコンビ「おひさまロケット」を組んで活動している。
- 雷ライブ（浅草フランス座演芸場東洋館）のMCを務めている。

## TV出演
- パブやっちゃいなよ!（2008年、tvk） TKOと共演。
- ショップチャンネル（2020年- ）赤堀千登世名義で出演。